# Ezechiel N'Douassel
Ezechiel N'Douassel (en árabe: إيزيكييل ندواسل‎; Yamena, Chad; 22 de abril de 1988) es un futbolista de Chad que juega en la posición de delantero. juega para el Negeri Sembilan FA de la Superliga de Malasia.

## Carrera

### Club
| Periodo       | Club                       |
| ------------- | -------------------------- |
| 2005–2007     | Tourbillon FC              |
| 2007–2008     | MC Oran                    |
| 2008–2010     | USM Blida                  |
| 2011–2012     | Club Africain              |
| 2012–2014     | FC Terek Grozny            |
| 2013–2014     | → Konyaspor (cedido)       |
| 2014          | → Club Africain (cedido)   |
| 2014–2015     | NA Hussein Dey             |
| 2015–2016     | CS Sfaxien                 |
| 2016–2017     | Hapoel Ironi Kiryat Shmona |
| 2017          | Hapoel Tel Aviv FC         |
| 2017–2019     | Persib Bandung             |
| 2020–2022     | Bhayangkara FC             |
| 2023-presente | Negeri Sembilan FA         |

### Selección nacional
Debutó con Chad en 2005 y actualmente es el jugador con más apariciones y más goles con la selección nacional, además de ser el campitán de la selección.